# Néos Plátanos
Néos Plátanos (Neos Platanos) är en ort i Grekland.   Den ligger i prefekturen Nomós Magnisías och regionen Thessalien, i den centrala delen av landet, 150 km nordväst om huvudstaden Aten. Néos Plátanos ligger 75 meter över havet och antalet invånare är 672.
Terrängen runt Néos Plátanos är kuperad söderut, men norrut är den platt. Havet är nära Néos Plátanos åt nordost.Runt Néos Plátanos är det glesbefolkat, med 19 invånare per kvadratkilometer. Närmaste större samhälle är Almyrós, 3,7 km nordväst om Néos Plátanos. Trakten runt Néos Plátanos består till största delen av jordbruksmark.